# Anne-Mie Descheemaeker
Anne-Mie Descheemaeker (Kortrijk, 14 augustus 1951) is een voormalige Belgische volksvertegenwoordigster en politica voor Agalev.

## Levensloop
Descheemaeker studeerde af in de verpleegkunde aan het Rijksinstituut voor Verpleegkunde in Kortrijk. Ze was een jaar lang verpleegster op de afdeling intensieve zorgen in de Sint-Jozefskliniek in Izegem, drie jaar arbeidsgeneeskundige in de lampenfabriek MBLE in Roeselare, tien jaar lang hoofdverpleegster in een revalidatiecentrum in Izegem en tien jaar zelfstandig thuisverpleegkundige.
Ze werd politiek actief voor de ecologische partij Agalev (het latere Groen) in navolging van haar echtgenoot Lucien Vandenbroucke, die in de jaren 1980 een van de oprichters van de Agalev-afdeling van Izegem was. Voor deze partij werd Descheemaeker in juni 1999 voor de kieskring Kortrijk-Roeselare-Tielt verkozen in de Kamer van volksvertegenwoordigers, waar ze ging deel uitmaken van de commissie Volksgezondheid, Leefmilieu en Maatschappelijke Hernieuwing. In mei 2003 werd zij vanop de tweede plaats op de West-Vlaamse Agalev-lijst niet herkozen als volksvertegenwoordigster.
Na haar periode in de Kamer was Descheemaeker van 2004 tot aan haar pensioen in 2011 leerkracht in de richting jeugd- en gehandicaptenzorg van het Stella Maris in Kortrijk. Na haar pensioen bleef ze zich maatschappelijk inzetten als vrijwilligster bij medische humanitaire missies van de ngo Revive in verschillende Afrikaanse landen.